# Русяци
Русяци (на македонска литературна норма: Русјаци) е село, в община Брод (Македонски Брод).

## География
Селото е разположено в областта Долно Кичево на левия бряг на Треска (Велика, Голема) в пролома на реката между планината Песяк и Бушева планина. То е от сбит тип. Съседните села са Ореовец, Латово и Брод. Площта на землището на Русяци е 13,5 км.² Към края на ХХ век по-голяма част от него са гори – 844 ха. 389 ха са пасища, а 93 ха – обработваема земя.

## История
Църквата „Свети Пантелеймон“ е средновековна, но не е известно времето на първоначалното ѝ изграждане. Според друг източник е от 1669 година.
Според Томо Смилянич първоначално селото се е наричало Ясика. Смята се, че по това време се е намирало на около час път пеша над днешното си местоположение, на място, наречено Горно село, а към средата на XIX век местните жители са се установили в по-ниската част от землището.
В XIX век Русяци е българско село в Кичевска каза на Османската империя. В „Етнография на вилаетите Адрианопол, Монастир и Салоника“, издадена в Константинопол в 1878 година и отразяваща статистиката на населението от 1873 година, Русяци (Roussiatzi) е посочено като село с 34 домакинства със 130 жители българи. Като село с 34 български къщи е посочено Русяци и в „Материали за изучаването на статистиката на България, Тракия и Македония“ на Владимир Теплов от 1877 година.
Шестима жители на Рюсяци са спомоществуватели за три екземпляра от изданието на „Поучително евангелие“ на Софроний Врачански от 1868 година. Свещеникът Георгий, Мицко, Йове и Никола предплащат един екземпляр за нуждите на църквата. Другите спомоществуватели са фурнаджията Дамче Новачев и майсторът Тодор Новиев. Църквата „Въведение Богородично“ е от 1873 година.
Според статистиката на Васил Кънчов („Македония. Етнография и статистика“) от 1900 г. Русяци е населявано от 430 жители, всички българи.
На Етнографската карта на Битолския вилает на Картографския институт в София от 1901 година Русяци е чисто българско село в Кичевската каза на Битолския санджак с 50 къщи.
Цялото население на Русяци е под върховенството на Българската екзархия. По данни на секретаря на екзархията Димитър Мишев („La Macédoine et sa Population Chrétienne“) в 1905 година в Русци има 440 българи екзархисти и функционира българско училище.

Главният учител Борис Траевски, който ревизира основното смесено училище в Русяци през 1907 година, пише за селото:
| „ | Къщите на това село, скромни, покрити със слама, достигат на брой около 50. Населението се занимава много малко със земеделие, повече със скотовъдство, за развитието на което помагат пространните богати пасбища по билото на Песяк... Напоследък скотовъдството е много отпаднало, та населението е заставено да отива на чужбина. В околността на селото има доста овощни дървета и при плодородна година реченото село доста много се ползва от овощарството. В това село икономично населението е поставено незавидно. Националното съзнание е добре закрепнало... | “ |

Статистика, изготвена от кичевския училищен инспектор Кръстю Димчев през лятото на 1909 година, дава следните данни за Русяци:
| Домакинства | Гурбетчии | Грамотни | Грамотни | Грамотни | Неграмотни | Неграмотни | Неграмотни |
| Домакинства | Гурбетчии | мъже     | жени     | общо     | мъже       | жени       | общо       |
| ----------- | --------- | -------- | -------- | -------- | ---------- | ---------- | ---------- |
| 54          | 55        | 83       | 11       | 94       | 52         | 145        | 197        |

Селото е нападано неколкократно от сръбски чети. Според главния учител Борис Траевски целта на тези нападения е „да изнасилват населението и да го увещават да откаже народността си и ведомството на Св. Екзархия“. Според разкази на местни жители, записани от Йован Трифуноски, преди края на турското управление селото на два пъти е било палено от сърбоманския войвода Михаил Йосифов.
При избухването на Балканската война в 1912 година 6 души от Русяци са доброволци в Македоно-одринското опълчение.
След Междусъюзническата война в 1913 година селото попада в Сърбия.
По време на българското управление на Вардарска Македония през Първата световна война Русяци е част от Ижишка община в Бродска околия на Тетовски окръг и има 329 жители.
На етническата си карта на Северозападна Македония в 1929 година Афанасий Селишчев отбелязва Русяци като българско село.
След Втората световна война, до началото на 60-те години на ХХ век от селото се изселват около 10 домакинства – в Кичево, Прилеп, Скопие, Белград и в Ябука, Войводина (Мицковци). В 1961 година Русяци има 52 къщи.
В 1961 година, селото брои 328 жители, а в 1994 година – 68 жители. Според преброяването от 2002 година Русяци има 43 жители.
| Националност | Всичко |
| македонци    | 42     |
| албанци      | 0      |
| турци        | 0      |
| роми         | 0      |
| власи        | 0      |
| сърби        | 1      |
| бошняци      | 0      |
| други        | 0      |

## Родове
Според Томо Смилянич през 20-те години на XX век родовете в селото са: Несторовци (4 къщи), Милошевци (30 къщи), чиито разклонения са Сърбиновци, Кръшковци и Пуряковци; Бежановци (27 къщи), чиито разклонения са Каровци и Суводолци; Кулевци (6 къщи); Поповци (1 къща), чийто предтеча, свещеник, е дошъл 70 години по-рано от Орланци.
Йован Трифуноски дели родовете в Русяци на стари, преселили се от Горно село и нови, установили се след преместването на селото. От 52-те къщи през 1961 година 33 са на стари родове и 19 – на преселници. От Горно село на днешното място се преместват родовете Станковци (12 къщи), Мечкаровци (8 къщи), Янковци (7 къщи), Чакаловци (3 къщи), Несторовци (2 къщи) и Вретенаровци (1 къща).
Новите родове са: Главиновци (2 къщи), доселени от поречкото село Суводол; Патерковци (6 къщи), Джаджовци (3 къщи) и Чулевци (3 къщи), доселени от Цер, Демир Хисар; Къркевци (2 къщи), доселени от Леринско, Кунтафеловци (1 къща), които произхождат от зет, преселил се от Ропотово, Прилепско; Поповци (1 къща), доселени в турско време от Орланци, Кичевско, както и Латовци (1 къща), доселени от Латово.
Преселници от Русяци, заселили се на други места, са Тутунджиовци (2 къщи) – в Орланци, Кичевско и Пършевци (9 къщи) – в Ращани, Кичевско. Родът Барбарачани, доселили се от Барбарас е измрял.

## Личности
Родени в Русяци
- Китан Илиев Георгиев, участник в революционното движение, с отпусната народна пенсия в 1942 година[22]
- Милосим Войнески (р. 1959), политик от Северна Македония, кмет на община Брод

Починали в Русяци
- Иван Ангелов Христов, български военен деец, подпоручик, загинал през Първата световна война[23]
- Петър Радев – Пашата (1875 – 1907), български офицер и революционер, войвода на ВМОРО